# 特里·戴维斯 (赛艇运动员)
特里·戴维斯（英語：Terry Davies，1933年10月18日—2022年7月31日），澳大利亚男子赛艇运动员。他曾代表澳大利亚参加1962年大英帝国和英联邦运动会赛艇比赛，获得一枚金牌。他也曾参加过1960年罗马奥运会的男子无舵手双人赛和1964年东京奥运会的男子八人赛。